# Kopra

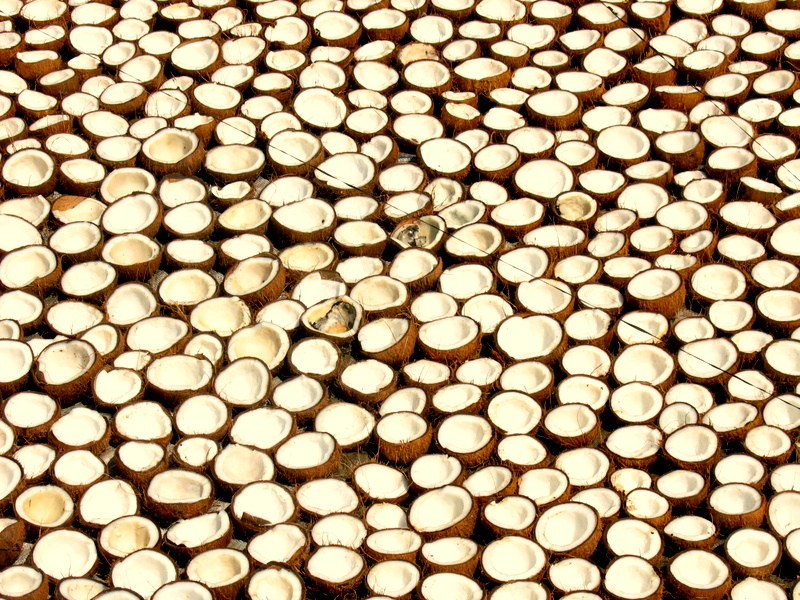
Kókuszdió szárítás Kerala / India

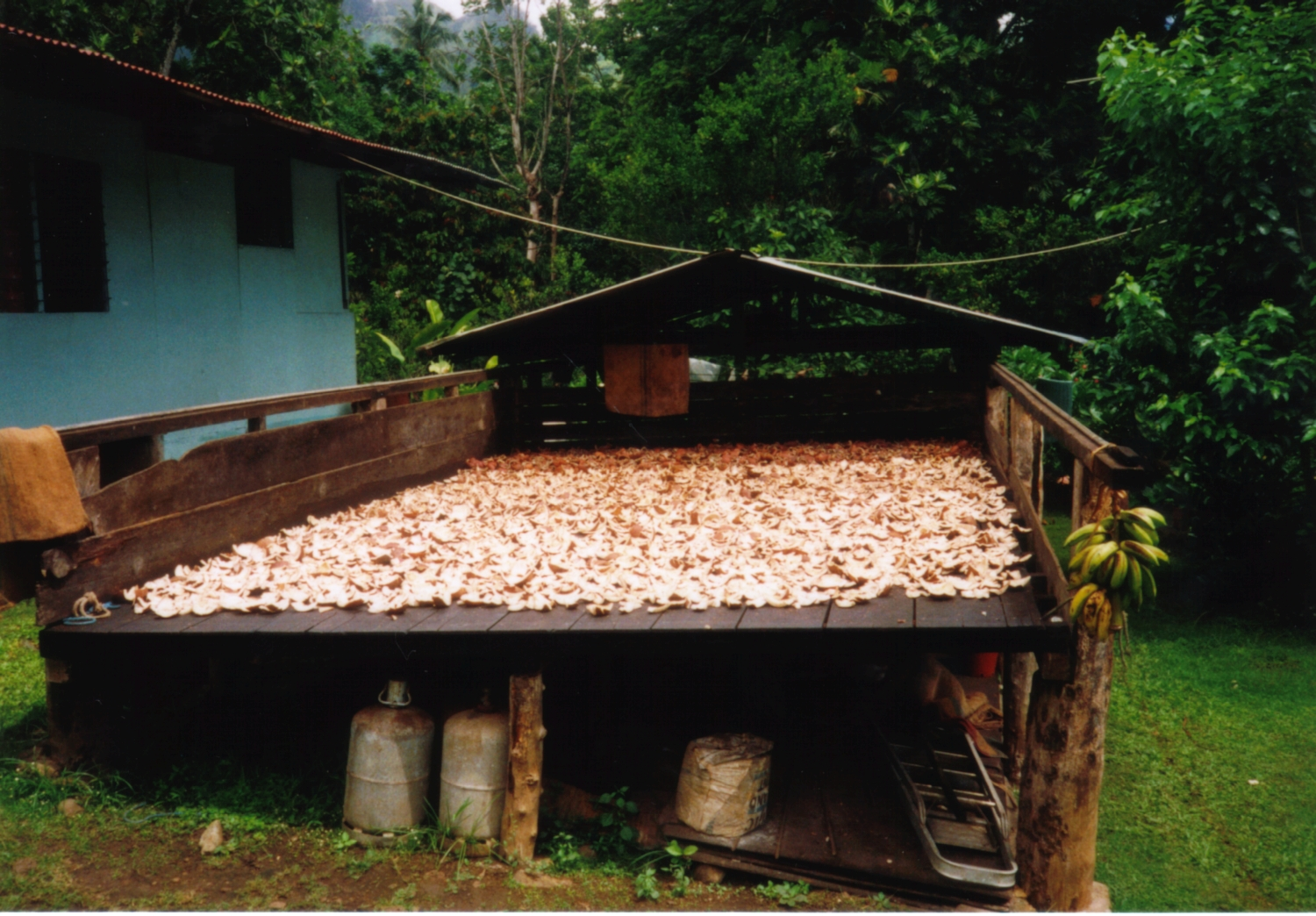
Feldolgozáshoz előkészített kopra, (Puka Puka)

A kopra a kókuszdió kiszárított húsa, amely kókuszolaj és számos takarmány alapanyaga. A név a maláj koppara szóból származik, ami szárított húst jelent.

## Felhasználása
A kopra előállítása több lépésben történik. Először a kókuszdiót meghámozzák és kettévágják. A kókusztejet kinyerik, majd a félbevágott termést kemencében, fűtött kamrában vagy egyszerűen a napon kiszárítják. Ez utóbbi jó minőséget nyújt, viszont sokkal lassabb. Átlagosan hat-nyolc kókuszdióból állítható elő egy kilogramm kopra. A kiszárított anyagból kókuszolajat préselnek, a maradékot pedig állati takarmányként hasznosítják.

## Gazdasági jelentősége
A Fülöp-szigetek legfontosabb exportcikke és deviza bevételi forrása is, de Indonézia és Malajzia is komoly szereplője a piacnak. A gazdasági világválság alatt ennek a terméknek az ára is csökkent, így már nem érte meg annyira a termelése, de 2010-ben ennek az ára is meredeken emelkedett. A koprából készült kókuszolaj más növényi olajokkal versenyez ipari felhasználási területeken.

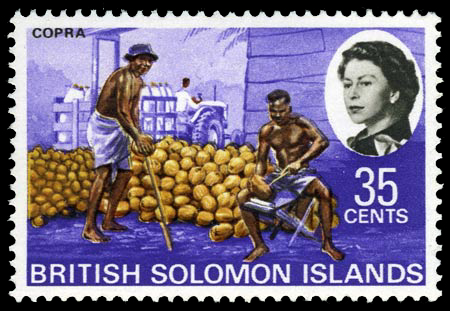
A brit Salamon-szigetek 35 centes bélyege kopra betakarítással és II. Erzsébet királynő portréjával.